# Grote brand van Londen
De Grote Brand van Londen was een grote stadsbrand die vanaf zondag 2 september tot en met donderdag 6 september 1666 door de centrale delen van Londen raasde.
De brand verwoestte niet alleen 87 parochiekerken; St. Paul's Cathedral en een groot deel van de overheidsgebouwen, maar ook 13.200 huizen en daarmee het onderdak voor 70.000 van de 80.000 Londenaren. De brand leek ook een gevaar te vormen voor de sloppenwijken in de voorsteden; het district Westminster; Whitehall; het Paleis van Karel II, maar bereikte deze niet.
Het aantal doden is niet precies bekend, maar vanouds dacht men dat dit laag was, aangezien maar zes sterfgevallen officieel zijn vastgesteld en geregistreerd. Deze redenatie werd en wordt door sommige historici aangevochten met het argument dat de dood van armlastigen en de middenklasse niet werd geregistreerd; bovendien kan de hitte van het vuur veel slachtoffers hebben gecremeerd waardoor geen herkenbare menselijke resten zijn achtergebleven. Een gesmolten stuk aardewerk dat in het Museum van Londen wordt tentoongesteld en door archeologen gevonden werd in Pudding Lane, de plaats waar de brand begon, laat zien dat de temperatuur 1250 °C bereikte.

## Oorsprong en gevolgen van de brand
De grote brand startte kort na middernacht, op zondag 2 september in het bakkershuis van Thomas Faryner op Pudding Lane, en breidde zich razendsnel uit naar het westen, dwars door de City van Londen. Volgens veel schrijvers ontstond de brand doordat Faryner was vergeten het vuur in zijn oven te doven voor hij naar bed ging. Kort na middernacht zouden smeulende asresten een stapel hout in brand gezet hebben. Hijzelf beweerde echter dat het vuur in zijn benedenhuis ontstaan was. Faryner werd rond één uur door de brand wakker.
De belangrijkste techniek in die tijd om brand te bestrijden was om door middel van sloop brandgangen te creëren; dit werd echter aanzienlijk vertraagd dankzij de besluitloosheid van Sir Thomas Bloodworth, de burgemeester van Londen. Tegen de tijd dat er zondagavond opdracht tot grootschalige sloop werd gegeven, had de wind het vuur van de bakkerij aangewakkerd tot een vuurzee die dergelijke maatregelen teniet zou doen.
's Maandags verspreidde het vuur zich naar het noorden, naar het hart van de stad. Er brak wanorde uit op straat toen geruchten de ronde deden dat verdachte buitenlanders de boel in brand hadden gestoken. De angst van de ontheemden richtte zich op de Fransen en Hollanders, de vijanden van Engeland in de aanhoudende Tweede Engels-Nederlandse Oorlog; deze aanzienlijke groepen immigranten werden het slachtoffer van lynchpartijen en straatgeweld. Op dinsdag had het vuur zich over bijna de hele City verspreid, waarbij St. Paul's Cathedral compleet verwoest was en de vonken over de rivier de Fleet een bedreiging vormden voor het Hof van Koning Karel II in Whitehall. Intussen kwamen gecoördineerde inspanningen om de brand te bestrijden op gang. Het succes in de strijd om het vuur te doven wordt toegewezen aan twee factoren: de sterke oostenwinden namen af en het garnizoen van de Tower van Londen gebruikte buskruit om effectieve brandwegen te creëren om verdere verspreiding naar het oosten een halt toe te roepen.
De sociale en economische problemen die de ramp veroorzaakte waren overweldigend. Karel II moedigde sterk aan om te evacueren vanuit Londen en zich elders te vestigen, omdat hij vreesde voor een Londense opstand tegen de bezitloze vluchtelingen. Ondanks talrijke radicale voorstellen werd Londen herbouwd naar in wezen hetzelfde stratenplan als van voor de brand.

## Londen halverwege de 17de eeuw
Halverwege de 17de eeuw was Londen veruit de grootste stad van Groot-Brittannië en werd het inwonertal geschat op een half miljoen. John Evelyn (auteur), die Londen vergeleek met de barokke pracht van Parijs, noemde het een 'houten, noordelijke, ongekunstelde opeenstapeling van huizen' en drukte zijn bezorgdheid uit over het brandgevaar van hout en de opeenstapeling. Met ongekunsteld bedoelde Evelyn ongepland en geïmproviseerd, het gevolg van organische groei en ongeregelde stedelijke wildgroei.
Londen was vier eeuwen lang een Romeinse nederzetting geweest en was gaandeweg meer overbevolkt geraakt binnen de beschermende stadsmuren. Het had zich ook naar buiten toe uitgebreid, buiten de muren, in vieze sloppenwijken zoals Shoreditch, Holborn en Southwark en was ver genoeg genaderd om de onafhankelijke City van Westminster te omvatten.
Tegen het einde van de 17de eeuw was de City zelf – het gebied dat begrensd werd door de stadsmuur en de rivier de Theems – slechts een deel van Londen. Het besloeg zo'n 700 hectare (2,8 km²; 1,1 vierkante mijl) en was de thuisbasis van ongeveer 80.000 mensen, een zesde van het inwonertal van Londen.
De City werd omringd door een ring van buitenwijken, waar de meeste Londenaren woonden. De City was toen, net als nu, het commerciële hart van de hoofdstad, en had de grootste markt en drukste haven van Engeland, gedomineerd door de handels– en productieklasse. De aristocratie probeerde de stad te vermijden en woonde op het platteland, buiten de sloppenwijken, of in de exclusieve wijk Westminster (het huidige West End), de locatie van het hof van Karel II, in Whitehall. De rijken gaven er de voorkeur aan op gepaste afstand van de City te wonen, die vervuild, ongezond en verstopt was door het verkeer, vooral nadat hij getroffen was door een verschrikkelijke uitbraak van de builenpest in het pestjaar 1665.
De relatie tussen de City en de Kroon was vaak gespannen. Tijdens de burgeroorlog (1642-1651) was de City een bolwerk van republikeinse gezindheid geweest, en de rijke en economisch dynamische hoofdstad was nog steeds een potentiële dreiging voor Karel II, zoals verschillende republikeins gezinde opstanden in Londen hadden aangetoond rond 1660. De Magistraten van de City behoorden tot die generatie die had meegevochten in de Burgeroorlog, en ze konden zich nog herinneren hoe Karel I greep naar de absolute macht, wat tot dat nationale trauma had geleid. Zij waren vastbesloten om iedere vergelijkbare neiging in zijn zoon tegen te gaan, en toen de Grote Brand een gevaar vormde voor de City, weigerden ze het aanbod van soldaten en andere hulpmiddelen.
Zelfs in een dergelijke noodsituatie was het idee van impopulaire koninklijke troepen in de City als een politieke bom. Tegen de tijd dat Karel het bevel van de incapabele burgemeester van Londen had overgenomen, was de brand al erg uit de hand gelopen.

## Brandgevaar in de City

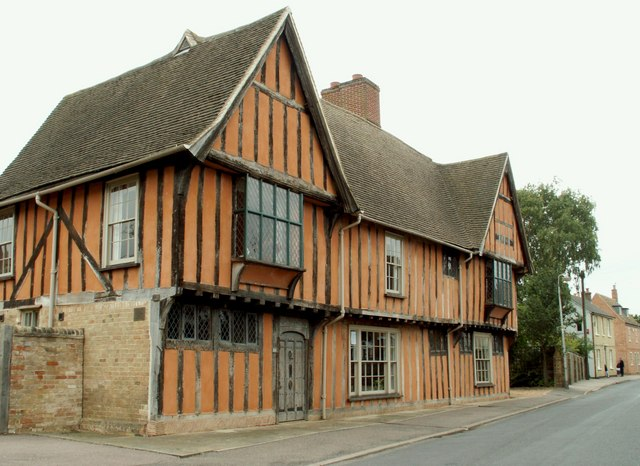
Voorbeeld van huis met steigers in Godmanchester

De City was hoofdzakelijk middeleeuws in zijn stratenplan; een overbevolkt gebied met smalle, kronkelende en geplaveide steegjes. Voor 1666 waren er al verschillende Grote Branden geweest, waarvan de laatste in 1632. Het was al eeuwenlang verboden om te bouwen met hout en een dak te bedekken met riet, maar men bleef deze goedkope materialen gebruiken. Het enige met stenen bebouwde gebied van betekenis, was het rijke centrum van de City waar de herenhuizen van de handelaren en makelaars op ruime kavels stonden, omringd door een binnenring van overvolle, armere parochies, waarvan elke centimeter ruimte gebruikt was om de snelgroeiende bevolking te huisvesten.
In de parochies bevonden zich werkplekken waarvan veel een brandgevaar vormden – gieterijen, smederijen, glazenmakers ̶ die officieel illegaal waren in de City, maar in de praktijk gedoogd werden. De huizen waren tot barsten toe vol. Vermengd met deze hittebronnen, vonken en vervuiling, en hun constructie verhoogde dit het brandgevaar. De typische zes en zeven verdiepingen tellende etagewoningen hadden steigers (uitstekende bovenverdiepingen). Ze hadden een smal 'loopoppervlak' op de begane grond, maar maakten maximaal gebruik van de grond, door zich, zoals een toeschouwer uit die tijd het uitdrukte "zich in de straat op te dringen met de geleidelijk groter wordende afmeting van de bovenste verdiepingen".
Het brandgevaar werd goed ingeschat toen de bovenste steigers elkaar bijna raakten over de smalle steegjes heen, 'zoals het een vuurzee vergemakkelijkt, zo belemmert het ook de aanpak', schreef een toeschouwer, maar 'de hebzucht van de burgers en de medeplichtigheid (corruptie) van de Magistraten (rechters) werkte in het voordeel van de aanlegsteigers.'
In 1661 vaardigde Karel II een proclamatie uit die overhangende ramen en steigers verbood, maar dit werd door het stadsbestuur grotendeels genegeerd. Karels volgende, scherpere boodschap in 1665 waarschuwde voor brandgevaar in de smalle straatjes en stond zowel gevangenneming van ongehoorzame aannemers als sloop van gevaarlijke gebouwen toe. Ook dat had weinig effect.
De rand langs de rivier was belangrijk voor de verdere ontwikkeling van de Grote Brand. De Theems bood water voor brandbestrijding en een kans om per boot te ontsnappen, maar de armere wijken langs de rivieroever hadden opslagplaatsen en kelders met brandstoffen, die het risico voor brand vergrootten. Langs de kade waren de gammele houten huurhuisjes en papieren hutjes van de armen geperst tussen oude gebouwen van papier en de meest brandbare stoffen zoals teer, pek, hennep en vlas, dat daar allemaal in de buurt lag opgeslagen.
Londen lag ook vol zwart buskruit, vooral langs de rivieroever. Veel was achtergebleven in de huizen van burgers uit de tijd van de Engelse Burgeroorlog, omdat de voormalige leden van Oliver Cromwells New Model Army hun musketten hadden behouden inclusief het kruit waarmee ze ze laadden. In de Tower van Londen lag vijf- tot zeshonderd ton buskruit opgeslagen. De scheepsbevoorraders langs de kades hielden ook grote voorraden aan, die ze hadden opgeslagen in houten vaten.

## Brandbestrijding in de 17de eeuw

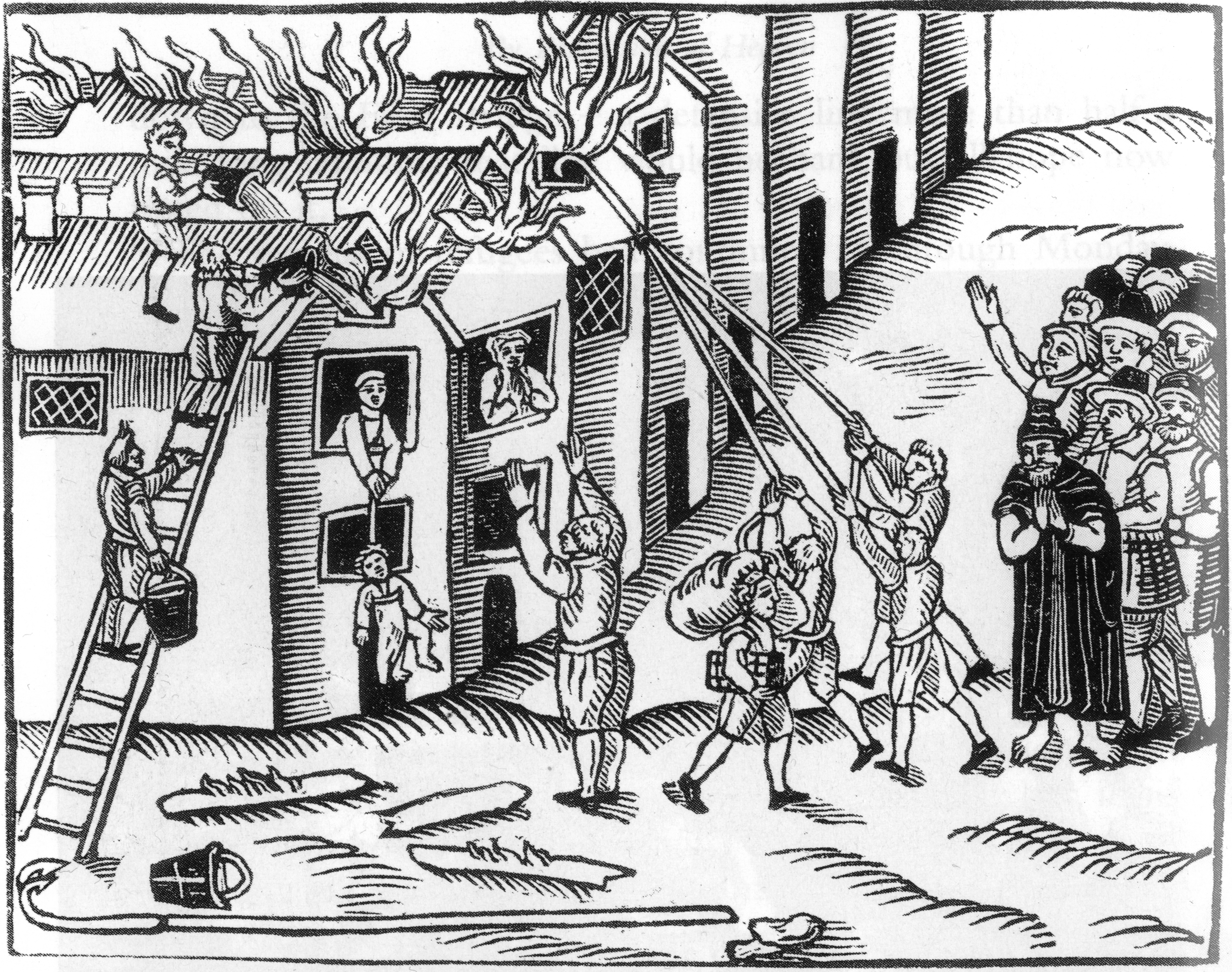
Voorhaken voor brandbestrijding

Branden kwamen vaak voor in de overbevolkte, houten binnenstad, met zijn open haarden, kaarsen, ovens en voorraden brandstoffen. Er kon geen politie of brandweer worden opgeroepen, maar de plaatselijke burgerwacht van Londen, die bekend stond als Trained Bands, was in ieder geval in beginsel beschikbaar voor algemene noodgevallen. Het signaleren van een brand was een van de taken van deze wacht, die bestond uit duizend wachters of 'omroepers' die 's nachts door de straten patrouilleerden. Er waren zelfredzame procedures binnen de gemeenschap van kracht om met een brand om te gaan, en meestal waren die effectief. Waakzame burgers zouden door gedempte peals (manier van luiden) van de kerkklokken geattendeerd worden op een gevaarlijke brand in de stad en kwamen haastig bij elkaar om het vuur te bestrijden.
De hiervoor beschikbare methoden waren gebaseerd op sloop en water. Volgens de wet moest de toren van elke parochiekerk hiervoor een uitrusting hebben: lange ladders, emmers van leer, bijlen en vuurhaken om gebouwen neer te halen (zie rechts op illustratie, zie ook pike stok). Soms werden hogere gebouwen snel en effectief met de grond gelijk gemaakt door middel van gecontroleerde buskruitexplosies. Deze ingrijpende methode om brandgangen te creëren werd tegen het eind van de Grote Brand steeds vaker gebruikt, en moderne historici zijn van mening dat dit uiteindelijk de doorslag gaf voor het succes.

## Missers in de bestrijding van de brand

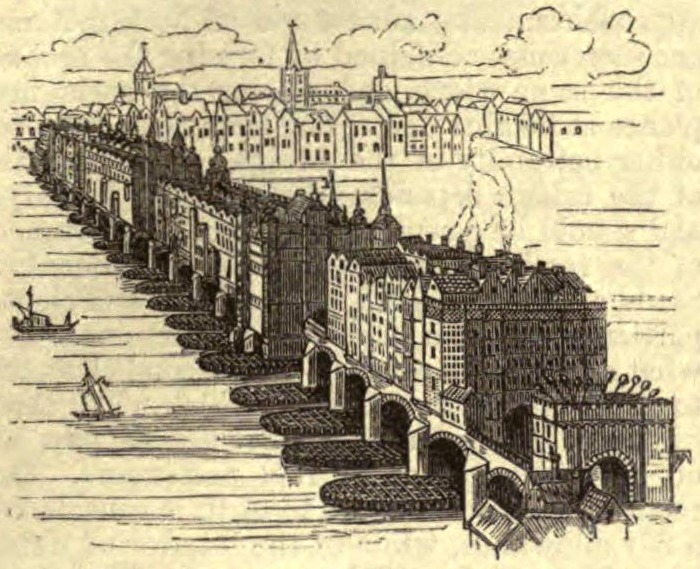
London Bridge in 1616

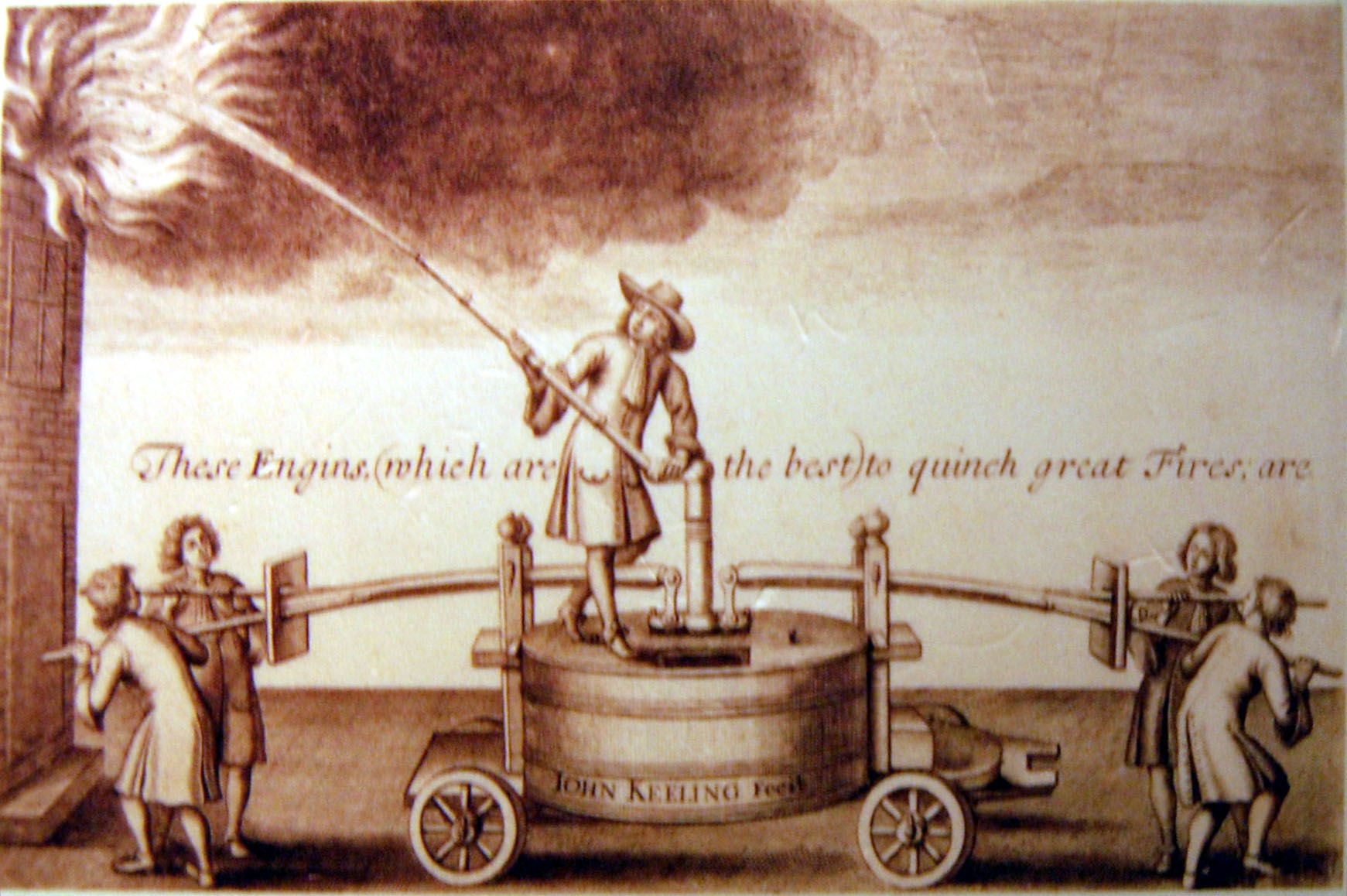
een reclame-uiting voor een betrekkelijk kleine en wendbare 17de-eeuwse brandweerwagen op wielen: "Deze wagens (de beste in zijn soort) om Grote Branden te blussen; worden vervaardigd door John Keeling in Black Fryers (na jarenlange ervaring).

London Bridge was de enige fysieke verbinding tussen de City en de zuidelijke oever van de rivier de Theems en was overdekt met huizen. In de brand van 1632 was hij aangemerkt als een levensgevaarlijk punt en 's zondags bij zonsopgang stonden deze huizen in lichterlaaie. Samuel Pepys sloeg de vuurzee vanaf de Tower of London gade en drukte grote bezorgdheid uit over vrienden die op de brug woonden.
Er werd gevreesd dat de vlammen van London Bridge zouden overspringen, waardoor ze een bedreiging zouden vormen voor de wijk Southwark op de zuidelijke oever, maar dit gevaar werd afgewend door een open ruimte tussen de gebouwen op de brug, waardoor die als brandgang diende.
Door de 5,5 m hoge Romeinse muur (die rondom de City lag) liepen de vluchtende daklozen het risico ingesloten te worden door de vlammenzee. Als de rivieroever eenmaal in brand stond, waardoor de ontsnappingsroute per boot was afgesneden, was de enige mogelijkheid te ontsnappen via de acht poorten in de muur. Tijdens de eerste dagen hadden mensen helemaal nog geen besef dat ze de brandende stad zouden moeten verlaten. Ze verhuisden wat ze van hun bezittingen konden meenemen naar het dichtst bijgelegen 'veilige huis'. In veel gevallen was dat de parochiekerk of het terrein van St. Paul's Cathedral, om uren later weer hun spullen op te pakken en te moeten verhuizen. Sommigen verhuisden 'vier tot vijf' keer op één dag, met inbegrip van hun bezittingen. De noodzaak om achter de muren te komen, drong pas 's maandags laat door, en toen ontstonden er bijna paniektoestanden bij de smalle poorten terwijl radeloze vluchtelingen naar buiten probeerden te komen met hun bundels, karren, paarden en wagens.
Een bepalende factor waardoor de bluswerkzaamheden bemoeilijkt werden, waren de nauwe straatjes. Zelfs onder normale omstandigheden was de combinatie van karren, wagens en voetgangers in de ondermaatse steegjes vaak onderhevig aan regelmatige files en verkeersopstoppingen. Tijdens de brand waren de doorgangen bovendien geblokkeerd door vluchtelingen die er kampeerden tussen hun geredde bezittingen, of die naar buiten ontsnapten, weg van het centrum van verwoesting, terwijl sloopteams en brandweerpersoneel zich tevergeefs inspande om in tegenovergestelde richting naar binnen te gaan.
Vaak was het slopen van huizen door vernieling met vuurhaken met de wind mee, een effectieve manier om verwoesting te beperken. Deze keer werd de sloop echter urenlang ernstig vertraagd door het gebrek aan daadkracht van de burgemeester en het onvermogen om de noodzakelijke bevelen uit te delen. Tegen de tijd dat de koning rechtstreeks orders gaf om "geen huizen te sparen", had het vuur nog veel meer huizen verslonden en konden de slopers zich niet langer op straat begeven. Ook het gebruik van water om vuur te doven werd gedwarsboomd. In principe was er water beschikbaar via een systeem van iepenhouten pijpen die aan 30.000 huizen water leverde via een hoog gelegen watertoren in Cornhill, die tijdens vloed gevuld werd met water, en ook via een waterreservoir met bronwater uit Herfordshire in Islington.
Vaak was het mogelijk om in de buurt van een brandend gebouw een pijp te openen, om deze aan te sluiten op een slang om het vuur te blussen of emmers te vullen. Bovendien lag Pudding Lane vlak bij de rivier. Theoretisch gesproken hadden alle straten vanaf de rivier tot aan de bakkerij en de aangrenzende gebouwen bezet moeten zijn met rijen brandweermannen die volle emmers tot aan de brand en lege emmers terug naar de rivier doorgaven. Dit is niet gebeurd of in ieder geval niet meer tegen de tijd dat Pepys de rivier bekeek halverwege de ochtend op die zondag. Pepys zegt in zijn dagboek dat niemand probeerde de brand te doven, maar in plaats daarvan angstig op de vlucht was geslagen, "zich haastend om hun goederen te verplaatsen waarbij ze alles verder aan het vuur overlieten."
De vlammen kropen naar de rivieroever waarbij ze niet gehinderd werden door de menigte die overweldigd was en staken al gauw de brandgevaarlijke pakhuizen langs de kade aan. De daaruit voortvloeiende vuurzee sneed de brandweerlieden van de onmiddellijke watertoevoer van de rivier af, en staken de waterwielen onder London Bridge, die water naar de watertoren in Cornhill pompten, in brand. De directe toegang tot de rivier en de voorraad water in pijpen lieten het tegelijkertijd afweten.
Londen beschikte over een geavanceerde brandbestrijdingstechnologie in de vorm van brandweerwagens die bij eerdere grootschalige branden waren gebruikt. In tegenstelling tot de nuttige vuurhaken bleken deze grote pompen echter zelden flexibel of functioneel genoeg om veel verschil te maken. Slechts enkele daarvan hadden wielen; andere waren op wielloze sledes geplaatst. Ze moesten van ver aangevoerd worden, kwamen vaak te laat, en hadden een beperkt bereik met uitlooppijpjes, maar geen aanvalslang. Bij deze gelegenheid werd een onbekend aantal brandspuiten op wielen of door de straten voortgetrokken waarvan sommige vanuit de City. Het water in pijpen waartoe ze waren aangewezen, had het al begeven, maar delen van de oever waren nog steeds bereikbaar. Hele groepen mannen probeerden wanhopig brandspuiten tot aan de rivier te manoeuvreren om hun reservoirs te kunnen vullen en daarbij tuimelden verschillende spuiten in de Theems. De hitte van de vlammen was toen al te groot voor de overblijvende spuiten om dichtbij genoeg te raken; ze konden zelfs niet eens in Pudding Lane komen.

## Ontwikkeling van de brand
De twee bekendste dagboekschrijvers over de reformatie zijn Samuel Pepys (1633-1703) en John Evelyn (1620-1706). Beiden legden de gebeurtenissen en hun eigen reactie daarop van dag tot dag vast en namen veel moeite om op de hoogte te blijven over wat er in de City en daarbuiten gebeurde. Zo reisden ze bijvoorbeeld allebei op woensdag, de vierde dag, naar het Moorfields Park, gelegen ten noorden van de stad om daar het enorme kamp met noodlijdende vluchtelingen te bekijken. Ze waren geshockeerd.
Hun agenda's vormen de belangrijkste bron van alle moderne vertellingen over de ramp. De boeken die door Tinniswood (2003) en Hanson (2001) over de brand werden geschreven, zijn ook gebaseerd op de korte memoires van William Taswell (1651-82), die in 1666 een 14-jarig schooljongetje op de Westminster School was.

### Zondagochtend
Na twee regenachtige zomers in 1664 en 1665 had Londen vanaf november 1665 te maken gehad met een uitzonderlijke droogte en de houten gebouwen waren kurkdroog na de hete lange zomer van 1666. Op zondag 2 september rond middernacht brak er brand uit in de bakkerij van Thomas Farriner aan Pudding Lane. De familie zat boven ingesloten, maar slaagde erin vanuit een bovenraam te klimmen naar het huis ernaast, met uitzondering van het dienstmeisje, dat te bang was om het te proberen en het eerste slachtoffer werd. De buren probeerden het vuur te blussen; na een uur arriveerde de kwartiermeester van het district en oordeelde dat de aangrenzende huizen beter gesloopt konden worden om verdere verspreiding te voorkomen. De huiseigenaren maakten bezwaar en burgemeester Sir Thomas Bloodworth werd ontboden, die als enige het gezag had om hun wensen terzijde te schuiven.
Toen Bloodworth aankwam verteerden de vlammen de belendende huizen en kropen de vlammen in de richting van de papieren pakhuizen en brandbare opslagplaatsen aan de rivieroever. De meer ervaren brandweerlieden drongen aan op sloop, maar Bloodworth weigerde op grond van het feit dat de meeste gebouwen verhuurd waren en dat de eigenaren niet gevonden konden worden. Van Bloodworth wordt algemeen aangenomen dat hij benoemd was tot het ambt van burgemeester omdat hij een ja-knikker was, eerder dan dat hij de vereiste bekwaamheden had. Hij raakte in paniek toen hij met een onverwacht noodgeval geconfronteerd werd en toen men aandrong maakt hij de vaak geciteerde opmerking: "foei! een vrouw zou de brand uit kunnen pissen" waarna hij vertrok.
Na de verwoesting van de stad keek Samuel Pepys terug op de gebeurtenissen en schreef op 7 september 1666 in zijn dagboek: "Mensen jammeren over de hele wereld over de onnozelheid (stomheid) van mijn burgemeester in het algemeen; en meer in het bijzonder met betrekking tot de kwestie brand leggen ze de last helemaal op hem".
Pepys was in die tijd een hoge ambtenaar bij de Admiraliteit en hij beklom de Tower van Londen op zondagochtend om de brand vanaf een torentje te bekijken. In zijn dagboek schreef hij dat de harde oostelijke wind de brand tot een vuurzee had aangewakkerd. Er waren diverse kerken tot de grond toe afgebrand en, zo schatte hij, 300 huizen, en de rivieroever was bereikt. De huizen op London Bridge stonden in brand.
Hij nam een boot om de vernieling rond Pudding Lane van dichtbij te bezichtigen en hij beschrijft een "betreurenswaardige brand, waarbij iedereen probeert zijn goederen te verhuizen en die in de rivier werpt of ze meenam in aken die daar lagen. Arme mensen die in hun huizen blijven totdat het vuur dichtbij komt of moeizaam van de ene trap naar de andere klauteren bij de oever". Pepys vervolgde zijn weg op de rivier naar het westen, naar het hof in Whitehall "waar mensen naar me toe kwamen. Ik gaf ze een verslag dat ieder verontrustte, en het bericht werd aan de koning gebracht. Dus werd ik ontboden en vertelde aan de koning en de Hertog van York wat ik had gezien en dat niets de brand kon tegenhouden, tenzij Zijne Majesteit het bevel zou geven huizen af te breken. Ze leken erg verontrust, en de koning gebood mij uit naam van hem naar de burgemeester te gaan en hem te bevelen geen huizen te ontzien maar in alle opzichten af te breken. De broer van Karel, Jacobus, de Hertog van York, bood de diensten van de Royal life Guards (Hoger regiment van het Britse leger) aan, om de brand te bestrijden".
De jonge schoolknaap William Taswell was de vroege ochtenddienst in Westminster Abbey ontvlucht. Hij zag een aantal slechts schamel geklede of met dekens bedekte vluchtelingen arriveren in gehuurde aken, bij Westminster Stairs. De diensten van de schippers waren plotseling extreem duur geworden, en alleen de fortuinlijkste vluchtelingen hadden een plaats in de boot kunnen bemachtigen.

### Zondagmiddag

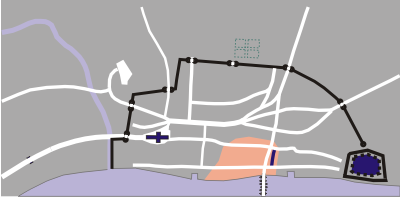
Het gebied van de brand op zondag

Het vuur verspreidde zich snel met de harde wind, en halverwege de ochtend op zondag deed men geen moeite meer het vuur te blussen en sloeg men op de vlucht. De bewegende mensenmassa met hun bundels en karren maakten de straatjes onbegaanbaar voor de brandweerlieden en hun sledes.
Pepys nam vanaf Whitehall een rijtuig terug naar de stad, maar kwam niet verder dan St Paul's Cathedral waar hij uit moest stappen om verder te lopen. Voetgangers met zwaarbeladen handkarren waren nog steeds op de vlucht voor het vuur. De parochiekerken, die niet onmiddellijk werden bedreigd, werden volgestouwd met meubels en kostbaarheden, die al gauw verderop moesten worden verplaatst.
Pepys trof Bloodworth aan, die de pogingen van de brandweerlieden probeerde te coördineren en op het punt stond in te storten "als een vrouw die flauwvalt", en in antwoord op de boodschap van de koning jammerlijk uitriep dat hij huizen aan het afbreken was. "Maar de brand haalt ons sneller in dan wij het kunnen bijbenen". Zich vasthoudend aan zijn burgerlijke waardigheid weigerde hij de door Jacobus aangeboden soldaten en ging toen naar huis, naar bed.
Koning Karel II vertrok van Whitehall in de koninklijke boot om het tafereel te bezichtigen. Hij ontdekte dat de huizen nog steeds niet afgebroken waren, ondanks de toezeggingen van Bloodworth aan Pepys, en schoof het gezag van Bloodworth gedurfd terzijde, om daarna het bevel te geven tot massale afbraak ten westen van het brandgebied.
Het oponthoud maakte deze maatregelen grotendeels doelloos, omdat de brand al uit de hand was gelopen. Tegen zondagmiddag, achttien uur nadat alarm was geslagen in Pudding Lane, was de brand uitgegroeid tot een razende vuurstorm die voor een ander weertype zorgde.
Overal waar vernauwingen de luchtstroom beperkten, zoals in de krappe ruimte tussen gesteigerde (jetted) gebouwen, werd door het schoorsteeneffect een enorme vlaag van hete lucht boven de vlammen veroorzaakt, waardoor op grondniveau een vacuüm ontstond. De naar binnen gerichte wind had niet de eigenschap het vuur te doven zoals misschien gedacht werd. In plaats daarvan leverde hij verse zuurstof aan de vlammen, en de turbulentie die veroorzaakt werd door de opwelling, zorgde ervoor dat de wind grillig van koers veranderde zowel naar het noorden als het zuiden ten opzichte van de voornamelijk oostelijke richting waarin de storm nog steeds woedde.
In de vooravond ging Pepys opnieuw naar de rivier in gezelschap van zijn vrouw en een paar vrienden, "en heen en terug naar de brand, de brand breidde nog steeds uit".
Ze vroegen de schipper zo dicht mogelijk als de rook het toeliet bij de brand te komen; "en over de hele Theems met je gezicht in de wind verbrandde je bijna door een regen aan vonkjes". Toen de vonkjes ondraaglijk werden, ging het gezelschap naar een herberg op South Bank en bleef daar tot het donker werd en ze de brand op London Bridge aan de overkant van de rivier konden zien, "als een aaneengesloten boog van vuur vanaf de brug naar de andere kant van de brug, en met een buiging naar boven op de heuvel vormde het een boog van ongeveer anderhalve kilometer; ik moest huilen toen ik het zag". Pepys beschrijft deze boog van vuur als "een boog met daarin Gods pijl met een schitterende punt".

### Maandag

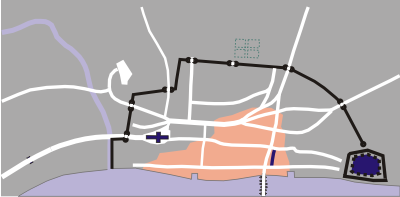
Het gebied van de brand op maandag

De London Gazette van 3-10 september toonde op de voorpagina een verslag van de Grote Brand.
Bij zonsopgang op maandag 3 september breidde het vuur zich hoofdzakelijk uit naar het noorden en westen, waarbij de onstuimigheid van de vuurstorm de vlammen steeds verder naar het zuiden en noorden stuwde dan de dag ervoor. De uitbreiding naar het zuiden werd bijna tegen gehouden door de rivier, maar de huizen op London Bridge waren al aangestoken, en de brand dreigde nu over te slaan over de brug waardoor de wijk Southwark op de South Bank in gevaar zou komen. Southwark was beschermd door een al bestaande brandgang op de brug, een lange kloof tussen de gebouwen die de zuidkant van de Theems bij de brand van 1632 had gered, en nu was dit opnieuw het geval. Vliegende stukjes hout veroorzaakten een brand in Southwark, maar die werd snel geblust.
De brand verspreidde zich naar het noorden en bereikte het financiële hart van de City. De huizen van de bankiers in Lombard Street vatten vlam op maandagmiddag, wat een drukte in de hand werkte omdat ze hun stapels gouden munten in veiligheid wilden brengen voordat ze weg zouden smelten. Ze waren cruciaal voor de rijkdom van de natie en de stad. Verscheidene waarnemers wijzen op de wanhoop en de onmacht die de Londenaren op de tweede dag leek te grijpen, en op het gebrek van inspanningen om de rijke, stijlvolle wijken te sparen, die nu ook door de vlammen bedreigd werden, zoals de Royal Exchange – een gecombineerd beurs- en winkelcentrum – en de weelderige winkels in consumptiegoederen in Cheapside. De Royal Exchange vatte laat in de middag vlam en was binnen een paar uur een rokend geraamte. John Evelyn, hoveling en dagboekschrijver, schreef:
"De vuurzee was zo allesomvattend en de mensen zo verbijsterd, dat ze vanaf het begin en ik weet niet door welke vertwijfeling of noodlot, ze zich nauwelijks beroerden om hem te onderdrukken, zodat er niets anders te horen of zien was dan gejammer en geweeklaag, terwijl ze rondliepen als verwarde schepsels die niet eens een poging deden hun goederen te redden, zo'n vreemde consternatie hing er rondom hen".
Evelyn woonde in Deptford, vier mijl (6 km) buiten de City, waardoor hij de eerste fasen van de ramp niet had kunnen zien. Op maandag ging hij met de koets naar Southwark, om zich aan te sluiten bij de vele andere mensen uit de betere kringen, en om het uitzicht te zien dat Pepys de dag ervoor had gezien, dat van een brandend zakencentrum aan de andere kant van de rivier.
De vuurzee was nu veel groter: "de hele City in vreselijke vlammen nabij de oever; alle huizen op de brug, heel Theemsstraat, en omhoog naar Cheapside richting de Three Cranes, alles was nu verteerd".
's Avonds rapporteerde Evelyn dat de rivier bezaaid was met volgeladen aken en boten die probeerden te ontkomen. Hij zag een grote uittocht van karren en voetgangers door de versmalde stadspoorten, op weg naar de open velden in het noorden en oosten, "die kilometerslang bezaaid waren met allerlei soorten meubelstukken, en tenten die opgezet waren om onderdak te bieden aan mensen en alles wat ze mee hadden kunnen nemen. O, wat een ellendig en rampzalig schouwspel!"

#### Achterdocht en angst
Al snel ontstond in de bedreigde stad het vermoeden dat de brand geen toeval was. De wervelwind voerde vonken en brandende vlokken over lange afstanden met zich mee, waar ze bleven steken in rieten daken en in houten dakgoten, waardoor ogenschijnlijk niet verwante huisbranden ontstonden die ver van de oorspronkelijke brandhaard waren ontstaan, wat tot geruchten leidde dat nieuwe branden met opzet veroorzaakt werden.
Door de op dat moment woedende oorlog met de Nederlanden waren buitenlanders direct verdacht. De angst en het wantrouwen nam de vorm van overtuiging aan, toen op maandag geruchten de ronde deden van een dreigende invasie en van undercoveragenten die 'vuurbollen' in huizen wierpen, of met handgranaten of lucifers betrapt waren.
Er was een golf aan geweld op straat. William Taswell zag een menigte de winkel van een Franse schilder plunderen en met de grond gelijk maken en zag met afschuw dat een smid naar een Fransman op straat liep en hem met een ijzeren staaf op zijn hoofd sloeg.
De angst voor terrorisme kreeg een extra impuls door de verstoring van de communicatie en van het nieuws doordat de voorzieningen door de brand verzwolgen waren. Het Algemene Postkantoor in Threadneedle Street brandde al maandagochtend vroeg af, en was een punt waardoor de post van het hele land circuleerde. De London Gazette slaagde er niet in om zijn maandageditie uit te geven voordat het gebouw van de drukkerij in vlammen opging. De hele natie was van deze communicatiemiddelen afhankelijk en het gemis ervan werd met geruchten opgevuld.
's Maandags steeg de angst tot paranoia en zowel de Trained Bands als de Coldstream Guard richtten zich minder op brandbestrijding en meer op het aanhouden van buitenlanders, katholieken en alle vreemd uitziende personen, en arresteerden of redden hen van de menigte of voerden beide uit.
De inwoners, met name de hogere klassen, waren met wanhoop gevuld om hun bezittingen uit de stad te ontruimen. Dit leverde een bron van inkomsten op voor de gezonde arme man of vrouw, die zichzelf als drager verhuurde (soms eenvoudig door de goederen op te pakken) en was met name winstgevend voor de eigenaars van karren en boten. De zaterdag vóór de brand, kostte het huren van een karretje maar een paar duiten; op maandag steeg de prijs tot maar liefst £40, een fortuin dat overeenkomt met meer dan £4000 in 2005.
Schijnbaar iedere eigenaar van een kar of boot die binnen bereik van Londen was, ging naar de City om een graantje mee te pikken, waarbij de karren de in paniek geraakte inwoners die een weg naar buiten probeerden te banen, verdrongen. De chaos aan de poorten was zodanig groot, dat de Magistraten maandagmiddag bevalen de poorten te sluiten, in de hoop dat de aandacht van de inwoners zou verschuiven naar brandbestrijding i.p.v. hun eigen bezittingen in veiligheid te brengen: "dat met geen hoop om nog iets te redden, ze harder geprobeerd zouden hebben het vuur te doven". Deze overhaaste en niet-geslaagde maatregel werd de volgende dag ingetrokken.
Maandag markeerde het begin van gecoördineerde actie, zelfs toen er in de straten wanorde uitbrak, met name aan de poorten, en het vuur ongehinderd tekeer kon gaan. Als burgemeester was Bloodworth eindverantwoordelijk voor de coördinatie van de brandbestrijding, maar kennelijk had hij de stad verlaten; zijn naam wordt nergens vermeld in een van de verslagen die de gebeurtenissen van maandag versloegen.
In deze noodtoestand schoof de koning opnieuw het stadsbestuur terzijde en stelde zijn broer Jacobus, Hertog van York, aan als eindverantwoordelijke voor de operatie. Jacobus zette commandoposten op rondom de omtrek van het vuur, waarbij hij goedbetaalde en weldoorvoede teams vormde met iedere man uit de lagere klasse die hij op straat kon ronselen als brandweerman.
Per post werden drie hovelingen aangesteld om met toestemming van Karel zelf het bevel tot afbraak te geven. Dit zichtbare gebaar van solidariteit van de Kroon was bedoeld om de twijfels bij de burgers weg te nemen over hun financiële verantwoordelijkheid voor de sloop van huizen.
Jacobus en zijn bewakers reden de hele maandag op en neer door de straten, waarbij ze buitenlanders van de menigte redden en de orde probeerden te handhaven. "De Hertog van York heeft de harten van het volk gewonnen met zijn niet aflatende en onvermoeibare inspanningen om dag en nacht bij te staan om het vuur te blussen," schreef een ooggetuige op 8 september in een brief. Op maandagavond was de hoop vervlogen dat de massieve stenen muren van Baynard's Castle in Blackfriars, de westelijk gelegen tegenhanger van de Tower of London, de duur van de vlammen kon doorstaan.
Het historische koninklijke paleis werd compleet verwoest en bleef de hele nacht branden. Een relaas uit die dagen vermeldt dat Koning Karel persoonlijk zijn handen uit de mouwen stak om die dag of later, water op de vlammen te gooien en gebouwen te helpen slopen om een brandgang te creëren.

### Dinsdag

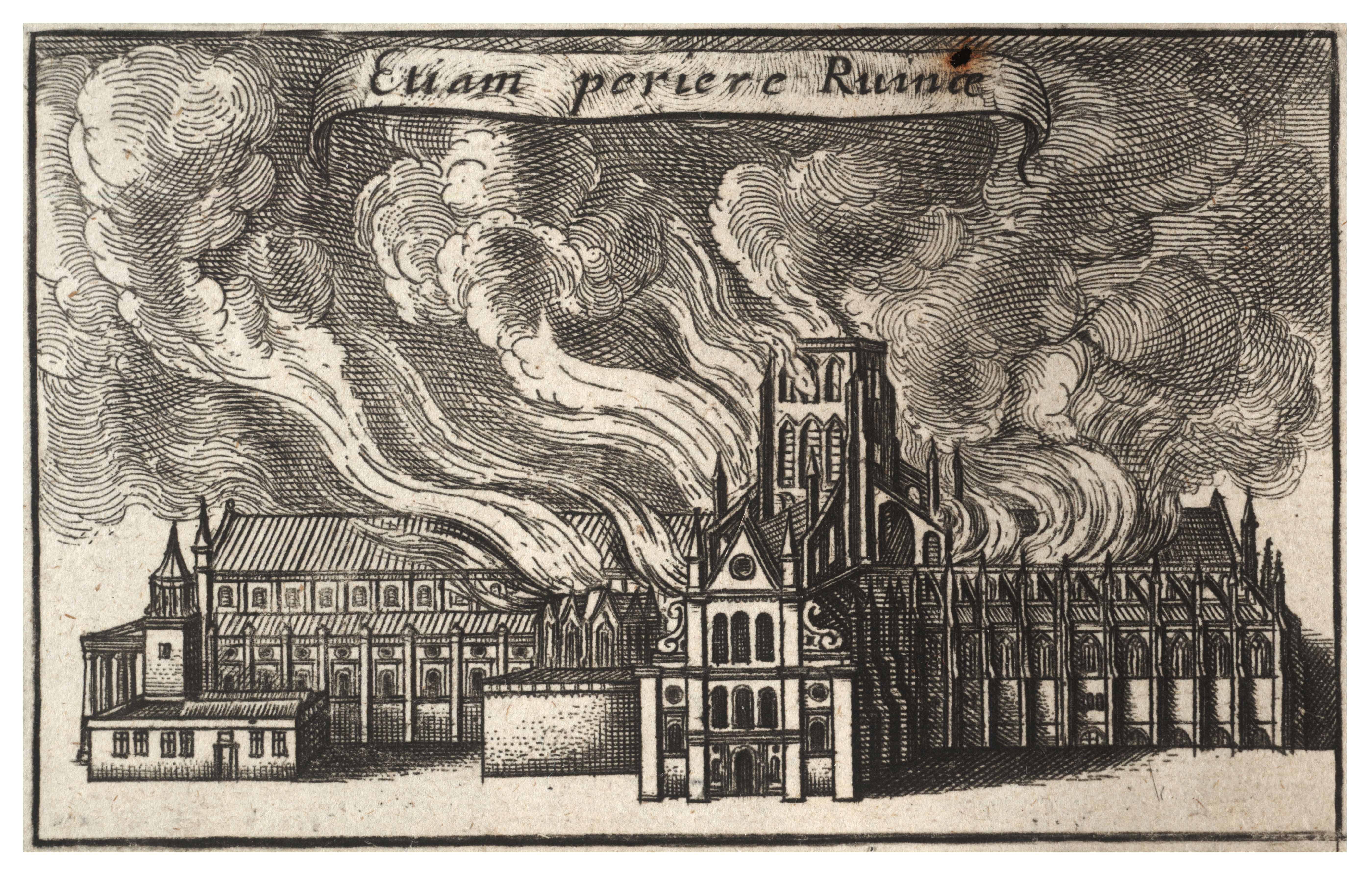
Brandende St. Paul's kathedraal

Dinsdag 4 september was de dag waarop de grootste verwoesting plaats vond. De commandopost van de Hertog van York in Temple Bar, waar Strand en Fleet Street elkaar kruisten, moest de westelijke opmars naar het Paleis in Whitehall tegenhouden. Hij hoopte dat de rivier de Fleet een natuurlijke brandgang zou vormen, waarbij zijn brandweermannen stelling zouden innemen vanaf Fleet Bridge tot aan de Theems.
De brandweermannen van Jacobus hadden uiteindelijk ook een grote vuurgang ten noorden van de vlammenzee gemaakt. die hield de brand tot eind van de middag in toom tot de vlammen oversprongen en de brede, welvarende luxueuze winkelstraat van Cheapside vernietigden.
Iedereen had gedacht dat St. Paul's een veilig toevluchtsoord zou zijn, met zijn dikke muren van steen en de natuurlijke brandgang in de vorm van een breed leeg plein rondom. Met had hem volgestouwd met geredde goederen en de grafkelders waren gevuld met dicht opeengepakte voorraden van de drukkers en boekhandelaren uit de aangrenzende Paternoster Row. Een enorme tegenvaller was dat het gebouw in houten bouwsteigers stond en geleidelijk gerestaureerd werd door de relatief onbekende Christopher Wren. De bouwsteiger vatte dinsdagavond vlam.
Nadat William Taswell van school kwam stond hij een mijl verderop op de trap van Westminster Stairs en zag hoe de vlammen de kathedraal bekropen en de brandende steigers de houten dakbalken aanstaken. Binnen een half uur smolt het loden dak en verbrandden de boeken en papieren in de grafkelder met een luid geraas. De stenen van St. Paul's vlogen rond als granaten, meldde Evelyn in zijn dagboek, "waarbij het smeltende lood de straat instroomde en de stoepen roodgloeiend waren, zodat geen paard of mens in staat was die te betreden". De kathedraal was al snel een ruïne.
Overdag verplaatsten de vlammen zich in oostelijke richting vanaf Pudding Lane, dwars tegen de heersende oostenwind in, naar het huis van Pepys in Seething Lane en de Tower of Londen met zijn voorraden buskruit. Het garnizoen bij de Tower nam het heft in eigen handen nadat het de hele dag gewacht had op assistentie van de officiële brandweermannen van Jacobus die druk bezig waren in het westelijk deel.
Door de huizen in de omgeving op grote schaal op te blazen, maakten ze brandgangen waardoor de opmars van de brand werd gestopt. In een brief aan William Coventry schreef Pepys dat hij "zag hoe afschuwelijk de hemel eruitzag, de hele nacht in brand was genoeg om ons verstand te verliezen; en werkelijk, het was erg schrikbarend, want het zag er uit alsof het op ons gericht was, met de hele hemel die in brand stond."

### Woensdag

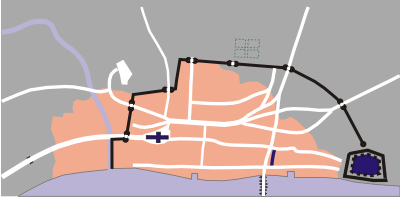
Geschatte schade op dinsdag 4 september. Het vuur heeft zich niet noemenswaardig uitgebreid op woensdag 5 september.

De wind ging dinsdagavond liggen, en de brandgangen die door het garnizoen gemaakt waren hadden uiteindelijk resultaat. In het advocatenkwartier dat de Temple werd genoemd, had het blussen van het vuur brandschade en sloopschade veroorzaakt. Pepys liep door de smeulende stad waarbij het letterlijk heet onder zijn voeten werd en beklom de toren van Barking Church, van waaruit hij de verwoeste City overzag, "de droevigste aanblik van verwoesting die ik ooit gezien heb." Er waren nog veel afzonderlijke vuren die aan het uitbranden waren, maar de Grote Brand was voorbij.
Pepys bezocht de achterbuurt Moorfields, een groot openbaar park, direct ten noorden van de City, en zag een groot kamp van ontheemden. "arme stakkers, die hun bezittingen droegen en iedereen waakte over zijn goederen!" Hij merkte dat de prijs van brood in de omgeving van het park verdubbeld was. Evelyn ging ook naar Moorfields die de belangrijkste verzamelplaats voor de daklozen was geworden en was met afschuw vervuld over het grote aantal noodlijdende mensen die hier neergestreken waren, waarvan sommigen in tenten, anderen in geïmproviseerde hutten; "velen waren zonder draad aan hun lijf of noodzakelijk keukengerei, bed of plank…in de extreemste armoede en misère gevallen. "Evelyn was onder de indruk van de fierheid van deze noodlijdende Londenaren, hoewel ze op het punt stonden om te komen, van de honger en bittere armoede werd er geen cent gebedeld."
De vrees voor buitenlandse brandstichters en voor een Franse of Nederlandse invasie was onveranderd onder de getraumatiseerde slachtoffers van de brand. Woensdagavond ontstond er algemene paniek in de kampen bij Parliament Hill, Moorfields en Islington.
Een lichtschijnsel boven Fleet Street was de aanleiding voor een gerucht dat 50.000 Franse en Nederlandse immigranten in opstand waren gekomen. Over hen werd algemeen rondverteld dat ze de brand hadden aangericht, en nu naar Moorfields marcheerden om af te maken wat het vuur begonnen was: mannen de keel doorsnijden, vrouwen aanranden, en hun schamele bezittingen stelen.
Terwijl de straten volstroomden, viel de angstige menigte iedere buitenlander aan die ze toevallig tegenkwamen en ze konden volgens Evelyn alleen met de grootst mogelijke moeite en inspanning door de Trained Bands, de troepen van de Life Guards, en leden van het Hof tot bedaren worden gebracht, waarna ze teruggedrongen werden naar het veld.
De stemming was nu zo ongeregeld dat Karel vreesde voor een grootschalige opstand tegen de monarchie. De voedselproductie en distributie was zo verstoord dat er niet langer voedsel was; Karel kondigde aan dat de City dagelijks van brood zou worden voorzien en dat er rondom de stad veilige markten werden opgezet. Deze markten waren bestemd voor de aankoop en verkoop. Er was geen sprake van het verstrekken van noodhulp.

## Doden en vernieling

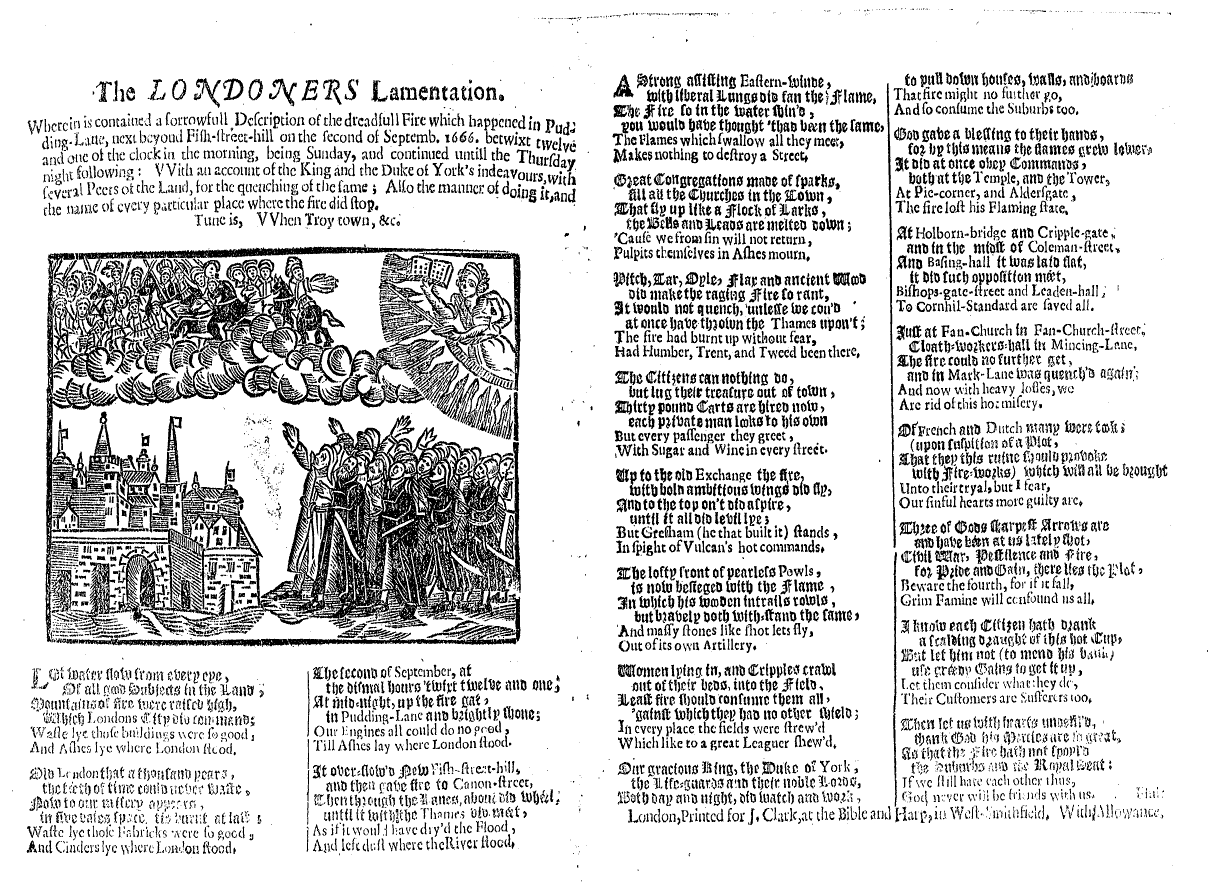
The LONDONERS Lamentation (De jammerklacht van de Londenaren), een lied op een los blaadje, verschenen in 1666 met een beschrijving van het vuur.

Slechts enkele sterfgevallen zijn officieel vastgelegd, en van oudsher wordt aangenomen dat het dodental laag ligt.
Porter noemt als aantal acht doden, en Tinniswood als "in de enkele cijfers", hoewel hij toevoegt dat sommige sterfgevallen niet geregistreerd moeten zijn geweest, en dat afgezien van de directe sterfgevallen door verbranding en rookinhalatie, vluchtelingen ook omkwamen in de geïmproviseerde kampen.
Hanson is het niet eens met de gedachte dat er slechts een paar doden vielen waarbij hij een voor een sterfgevallen door honger en blootstelling aan de brand onder overlevenden opnoemt "opeengepakt in hutjes of levend tussen de ruïnes die ooit hun huizen waren".
Hanson stelt dat het te lichtgelovig is om aan te nemen dat "enkele papisten of buitenlanders die doodgeslagen of gelyncht werden, degenen zijn die gered werden door de Hertog van York," dat officiële cijfers heel weinig zeggen over het lot van de arme, zonder papieren en dat de hitte in het hart van de vuurstorm veel groter was dan een doodgewone huisbrand en dat het genoeg was om lichamen volledig te verteren of slechts een paar restanten van een skelet achter te laten.
Het vuur werd niet alleen gevoed door hout, stoffen en riet, maar ook door olie, pek, kool talk, suiker, alcohol, terpentine en opgeslagen buskruit in het riviergebied.
Het smolt het geïmporteerde staal weg dat langs de kades lag (smeltpunt tussen 1250 en 1480 ⁰C) en de grote ijzeren kettingen en sloten aan de stadspoorten (smeltpunt tussen 1100 en 1650 ⁰C).
Evenmin zouden anonieme botfragmenten van veel belang zijn geweest voor de hongerige mensen die na de brand tienduizenden tonnen puin en vuilnis doorzochten, op zoek naar iets waardevols, of voor de arbeiders die later het puin opruimden tijdens de wederopbouw.
Hanson doet een beroep op het gezond verstand en "de ervaring van elke andere grote stadsbrand door de eeuwen heen" waarbij hij benadrukt dat het vuur de vervallen huizen van de armen met verwoede snelheid overviel en ongetwijfeld 'de ouderen, de zeer jongeren, de kreupelen en de mindervaliden" insloot en daarbij het stof en de as van hun botten onder het puin van kelders begroef, met als gevolg een dodental van niet vier of acht maar "enkele honderden en mogelijk enkele duizenden".
De materiële verwoesting wordt geschat op 13.500 huizen, 87 parochiekerken 44 gildehuizen, de Royal Exchange, het Custom House, St. Paul's Cathedral, het Bridewell Palace (gevangenis en ziekenhuis) en andere gevangenissen in de stad, het General Letter Office en de drie westelijke stadpoorten Ludgate, Newgate en Aldersgate. De geldwaarde van de schade die in eerste instantie geschat werd op £100.000.000 in geldwaarde van die tijd, werd later teruggebracht tot een twijfelachtige £10.000.000 (gelijk aan £1.55 miljard in 2016).
Evelyn dacht dat hij maar liefst "200.000 mensen van alle rangen en standen verspreid zag, liggend in de velden richting Islington en Highgate, naast hun hoopjes van wat ze hadden kunnen redden".

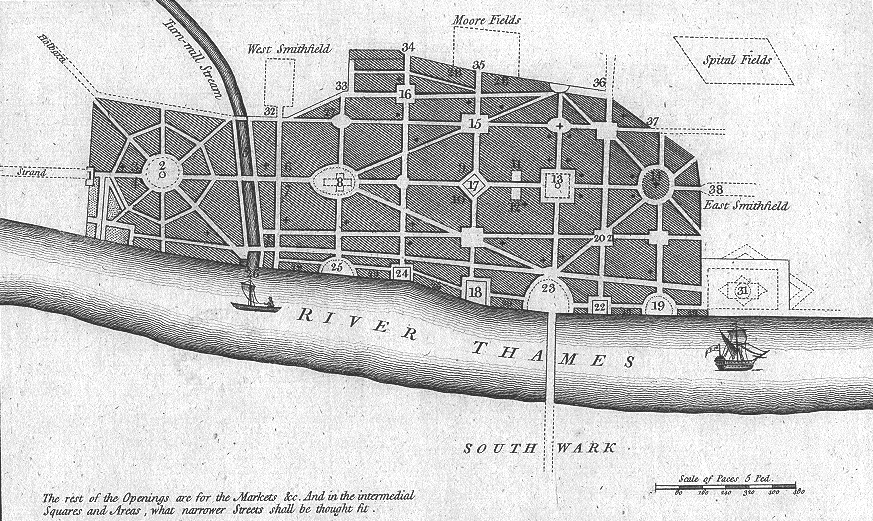
Nooit uitgevoerd stadsplan van John Evelyn, om een radicaal ander Londen op te bouwen.

## Nasleep

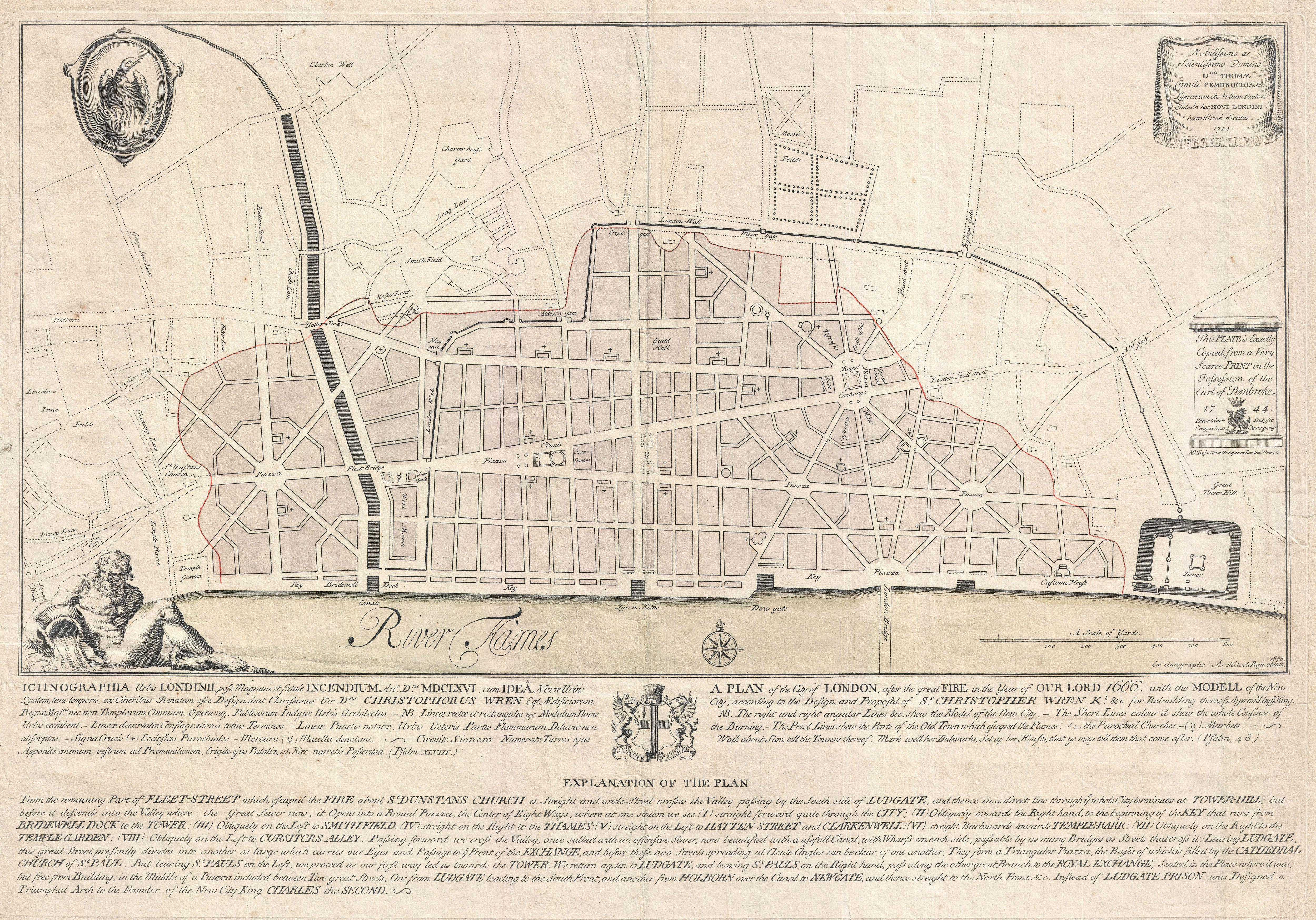
Afgewezen plan van Christopher Wren voor de herbouw van Londen.

De behoefte om een zondebok voor de brand aan te kunnen wijzen ligt in de acceptatie van de bekentenis van een simpele Franse horlogemaker met de naam Robert Hubert, die beweerde dat hij een vertegenwoordiger van de Paus was en de Grote Brand in Westminster had aangestoken. Later veranderde hij zijn verhaal en zei dat hij de brand in Pudding Lane had aangestoken. Ondanks bedenkingen over zijn geschiktheid om zichzelf te kunnen verdedigen, werd Hubert veroordeeld en op 28 september 1666 opgehangen in Tyburn. Na zijn dood bleek dat hij aan boord van een schip op de Noordzee was geweest en pas twee dagen na het ontstaan van de brand in Londen was aangekomen.
De aantijgingen dat Katholieken het vuur hadden aangestoken werden door tegenstanders van het pro-Katholieke Hof van Karel II gebruikt als krachtige politieke propaganda.
In Nederland werd de Grote Brand van Londen gezien als een goddelijke vergelding voor Holmes's Bonfire, het verbranden door de Engelsen van een Nederlandse stad (West-Terschelling) tijdens de Engels-Nederlandse Oorlog.
Op 5 oktober rapporteerde Marcantonio Giustinian (ambassadeur van Venetië in Frankrijk) aan de Doge van Venetië en aan de Senaat, dat Lodewijk XIV bekend had gemaakt dat "hij er geen enkel vreugde om zou hebben, omdat het zo'n betreurenswaardig ongeluk was waarbij zo veel ongelukkigen gewond waren geraakt".
Lodewijk had zijn tante, de Britse koningin Henrietta Maria, aangeboden om voedsel te steuren en ongeacht welke goederen dan ook, als hulp bij het verzachten van de positie van de Londenaren, maar hij maakte er geen geheim van dat hij de brand van Londen beschouwde als gunstige gezindheid voor hem "omdat het risico verminderd werd dat Franse schepen die het kanaal en de Noordzee overstaken, werden overgenomen of door de Engelse vloot tot zinken werden gebracht". Lodewijk probeerde de situatie uit te buiten, maar een poging om een Frans-Nederlandse vloot te combineren met een grotere Nederlandse vloot, eindigde op 17 september in een mislukking toen ze op een grotere Engelse vloot onder leiding van Thomas Allin bij Dungeness (Kent) stuitten.
In de chaos en onrust die na de brand ontstond, vreesde Karel II opnieuw een opstand in Londen. Hij moedigde de daklozen aan weg te trekken uit Londen en zich elders te vestigen, terwijl hij gelijktijdig een proclamatie uitvaardigde dat "alle steden en gemeenten of iets dergelijks zonder enige tegenspraak de genoemde noodlijdende personen moesten ontvangen en hen de vrije uitoefening van hun ambacht zouden toestaan".
Er werd een speciale Brandrechtbank opgericht om geschillen af te handelen tussen huurder en verhuurder, en om te besluiten wie op basis van betalingscapaciteit zou moeten herbouwen.
De rechtbank hield zitting van februari 1667 tot september 1672. Er werden zaken behandeld en er werd gewoonlijk binnen een dag uitspraak gedaan; zonder de Brandrechtbank zouden langlopende juridische geschillen de wederopbouw die zo noodzakelijk was om Londen er weer bovenop te helpen, aanzienlijk vertraagd hebben.
Radicale plannen voor de wederopbouw van de uitgebrande City stroomden binnen en werden door Karel gesteund. Als de stad volgens sommige van deze plannen opgebouwd was, had Londen Parijs geëvenaard in barokke pracht (zie plan van Evelyn rechts).
De Kroon en de stadbestuurders probeerden vast te stellen "aan wie alle huizen en grond in werkelijkheid hadden toebehoord", om met de eigenaren te kunnen onderhandelen over een compensatie voor de grootschalige herinrichting die deze plannen met zich meebrachten, maar men moest afzien van dit niet-realistische idee.
De oproep om arbeiders mee te brengen en de percelen waarop de huizen hadden gestaan op te meten, werd algemeen genegeerd door mensen die zich zorgen maakten om dagelijks te kunnen overleven, evenals door degenen die de stad hadden verlaten; met het tekort aan arbeidskrachten in de nasleep van de brand was het immers onmogelijk om arbeiders voor dit doel te werven. Behalve van Wren en Evelyn is bekend dat Robert Hooke, Valentine Knight en Richard Newcourt plannen tot wederopbouw hebben voorgesteld. Gezien de complexiteit van het onopgeloste eigendomsrecht, kon geen van de prachtige barokke ontwerpen voor een City met pleinen en lanen worden gerealiseerd. Er was niemand om mee te onderhandelen en geen middel om te berekenen hoeveel compensatie er uitbetaald zou moeten worden.
In plaats daarvan werd een groot deel van het oude stratenplan in de nieuwe City gereconstrueerd met aangebrachte verbeteringen ten aanzien van de hygiëne en brandveiligheid; bredere straten, open en toegankelijke kades langs de Theems, zonder huizen die de toegang tot de rivier versperren en het allerbelangrijkste, gebouwen die gemaakt waren van baksteen en ander gesteente, en niet van hout.
Op initiatief van Karel werd een monument ter nagedachtenis van de Grote Brand in Londen opgericht, in de buurt van Pudding Lane en ontworpen door Christopher Wren en Robert Hook. Het staat simpelweg bekend als The Monument en is 61 meter hoog. Het is een bekend historisch monument in Londen waar een metrostation naar genoemd is. In 1668 werden beschuldigingen tegen de Katholieke kerk toegevoegd aan de inscriptie op het monument die deels luidde:
"Hier brak met toestemming van de hemel de hel los op deze Protestantse stad, de meest afschuwelijke branden van deze stad, begonnen en werden uitgevoerd door het verraad en boosaardigheid van de Paapse factie. Paapse razernij die aanzette tot zulke gruwelen is nog niet uitgeblust."
Het opschrift bleef tot 1830 van kracht, een jaar na goedkeuring van de Roman Catholic Relief Act 1829, afgezien van de vier jaar waarin Jacobus II had geregeerd (1685 tot 1689).

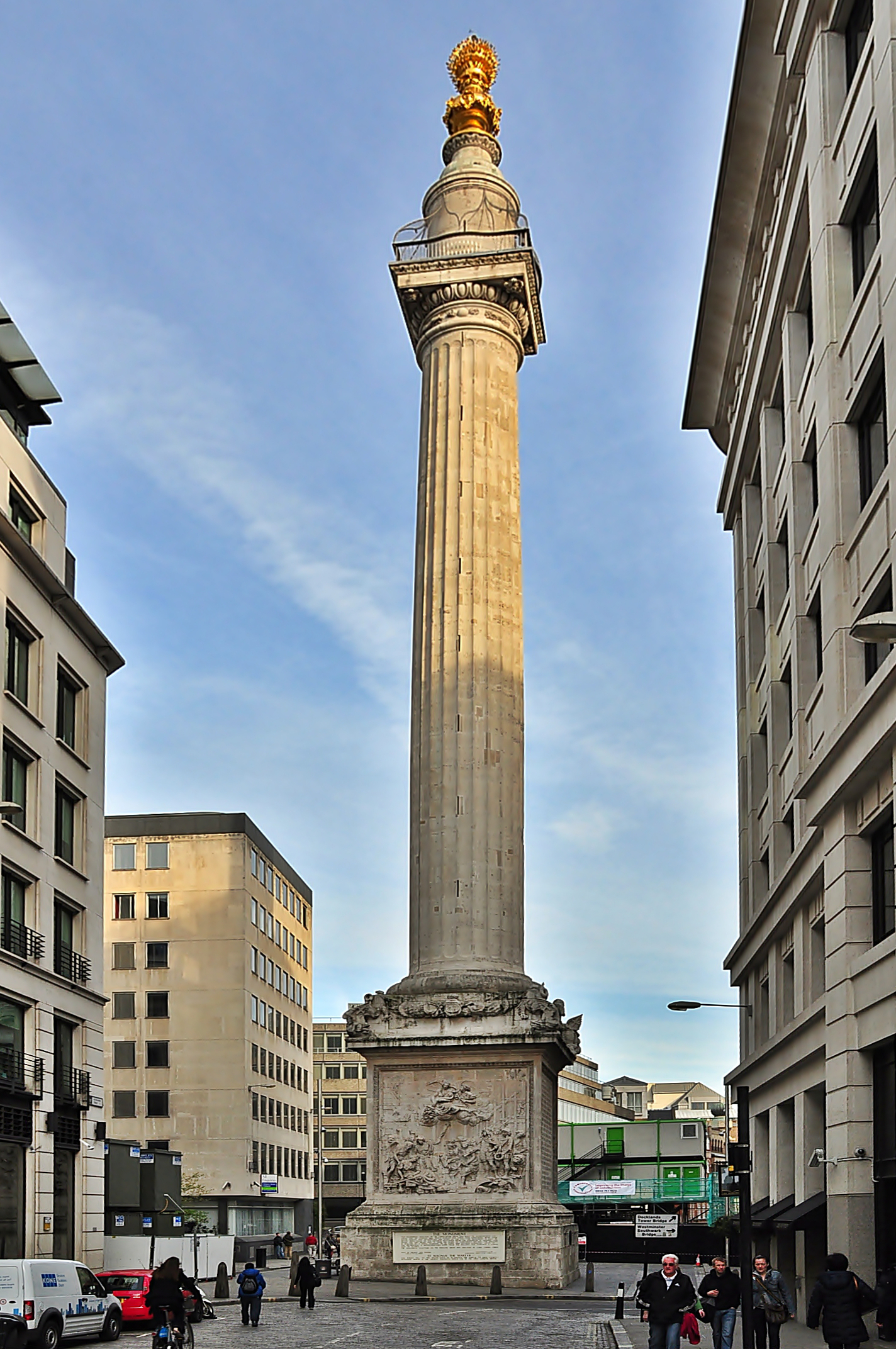
Monument
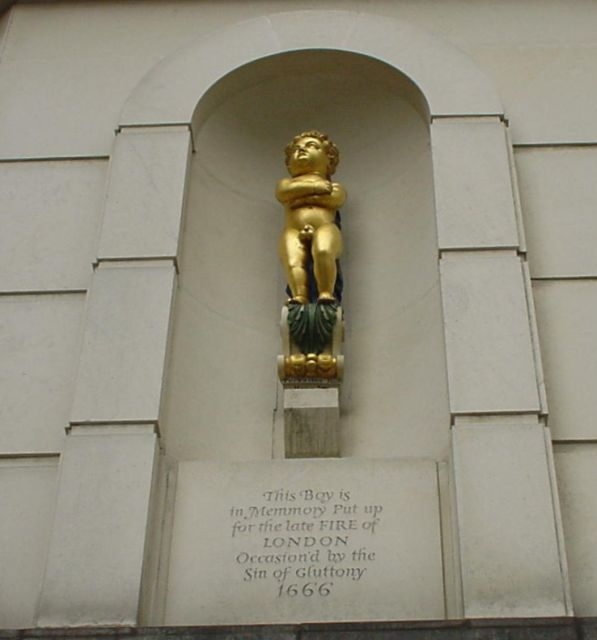
Golden Boy of Pye Corner

Een ander monument markeert de plaats waar het vuur tot stilstand kwam: the Golden Boy of Pye Corner in Smithfield (Central Londen). Volgens het opschrift was het bewijs van Gods toorn over de City van Londen voor de zonde van vraatzucht, dat het vuur juist in Pudding Lane begon en in Pye Corner was gestopt.
De Grote pestepidemie van 1665 zou een zesde deel van de inwoners van Londen, 80.000 mensen, hebben gedood en soms wordt wel gesuggereerd, dat de brand op lange termijn levens spaarde door de afbranding van zoveel onhygiënische huizen met hun ratten en vlooien die de plaag overbrachten, omdat pestepidemieën na de brand niet meer in Londen voorkwamen. Historici zijn het er niet over eens of de brand een rol heeft gespeeld in het voorkomen van volgende grote uitbraken. Het Museum of London stelt dat het met elkaar verband houdt, terwijl geschiedkundige Roy Porter erop wijst dat de brand de ongezondste sloppenwijken van Londen onaangeraakt liet.
Na de brand werden de hoofdstraten Queen Street en King Street opnieuw aangelegd, dwars door de oude verbindingswegen in de City, waardoor een nieuwe route vanaf de Theems naar de Guildhall (stadhuis) tot stand kwam; dit waren de enige opvallende nieuwe straten na de brand, die een groot deel van de City had verwoest.

## Duiding van de brand

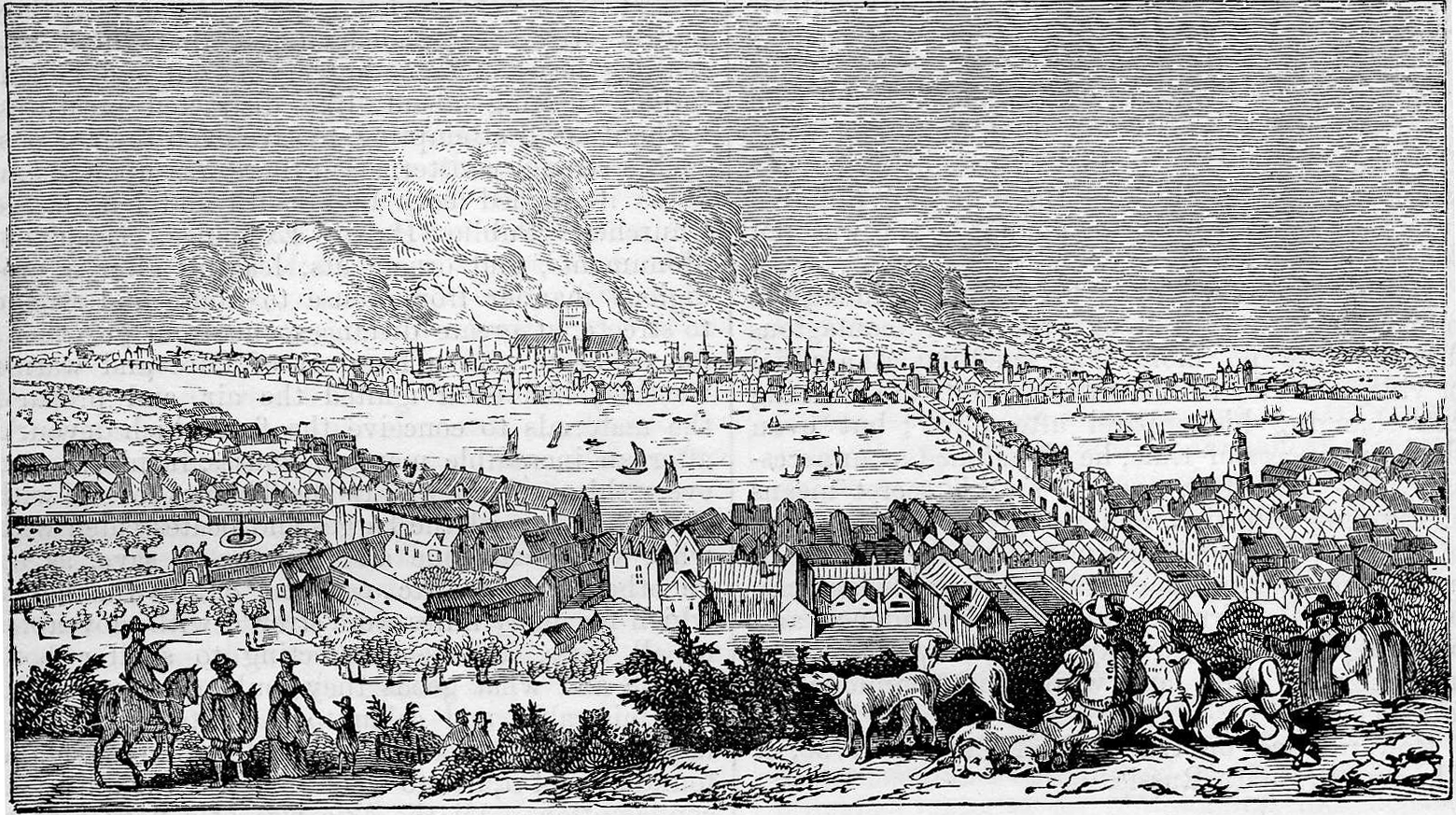
Zicht vanaf de zuidelijke Bankside (oever), Southwark naar het noorden. Rechts de London Bridge met bebouwing op de brug. Prent van Claes Visscher

De brand was vele malen voorspeld. Het jaartal 1666 was immers als zodanig onheilspellend: het bevatte het Getal van het Beest, 666, en was in Romeinse cijfers een aflopende reeks: MDCLXVI. Nostradamus had in de 16e eeuw al voorzegd dat het juist Londen dat jaar slecht zou vergaan. In de jaren voor 1666 verschenen vele visioenboeken en almanakken die voor een brand waarschuwden.
Ook werd de brand geduid als een Godsoordeel, maar over wat Gods toorn had opgewekt verschilden de meningen. De royalisten waren ervan overtuigd dat hij een straf was voor de onthoofding van Karel I van Engeland. De katholieken en quakers meenden dat hun vervolging wel de diepere oorzaak zou zijn, terwijl de puriteinen dachten dat Londen als poel van zonde en verderf het lot van Sodom en Gomorra niet had kunnen ontlopen.
In 1666 was Engeland echter in oorlog met de Nederlanden en Frankrijk. Velen meenden dus een veel prozaïscher oorzaak te kunnen aanwijzen: de vijand zou de stad wel in brand hebben gestoken. De Nederlanders zagen de brand in ieder geval als een goddelijke vergelding voor de daden van de Engelsen in de Tweede Engels-Nederlandse Oorlog, vooral voor het afbranden, nog geen maand tevoren, van West-Terschelling door Robert Holmes. Joost van den Vondel dichtte:
Gy zwoert te water elk te stroopen:
 Nu leght uw kroon in 't vier verzoopen
Al tijdens de brand werden verdachte buitenlanders opgejaagd en mishandeld, vooral Fransen. Men verzon in Engeland zelfs het verhaal dat Johan de Witt door buitenlandse agenten was benaderd om aan een brandstichting zijn fiat te geven, maar dat deze dat van de hand had gewezen. Een geestelijk gestoorde en lichamelijk gehandicapte Fransman, Robert Hubert, werd een bekentenis gesuggereerd dat hij de brand gesticht zou hebben. Hij werd op 28 september 1666 opgehangen.
Een gunstig gevolg van de brand was volgens sommigen de beëindiging van de pest die Londen daarvoor had geplaagd. Anderen wijzen erop dat de allerarmsten juist buiten de stadsmuren woonden.
Voor Londen betekende de brand een volledige verandering van architectuur. Van een houten middeleeuwse stad werd het een moderne vroeg-18e-eeuwse metropool. Het zou lang duren voor het open terrein helemaal was opgevuld. Het verhaal dat de stad heel snel weer was opgebouwd, is een legende die door de Engelse regering was verzonnen. Twee bekende figuren waren betrokken bij de heropbouw van de City: de architecten Christopher Wren en Robert Hooke. Van eerstgenoemde architect is vooral de nieuwe St Paul's Cathedral bekend.

## Culturele verwijzing
- De grote brand in Londen is het decor van de laatste dagen van Baldassare Embriaco in De omzwervingen van Baldassare van Amin Maalouf.
- Het album Healing Through Fire (2007) van de Britse stoner metalband Orange Goblin is een conceptalbum dat grotendeels gaat over de brand, en hoe deze een einde maakte aan de pestepidemie in de stad.